# Coprophanaeus
Coprophanaeus là một chi bọ cánh cứng thuộc họ Scarabaeidae.

## Hình ảnh

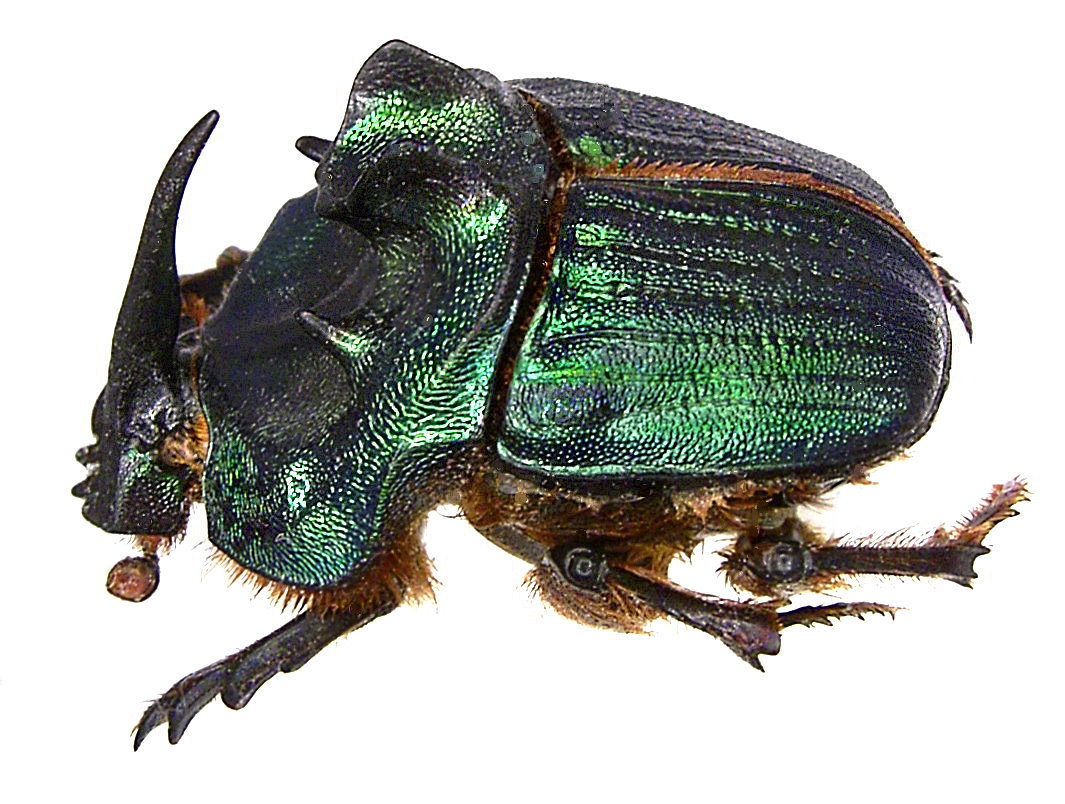
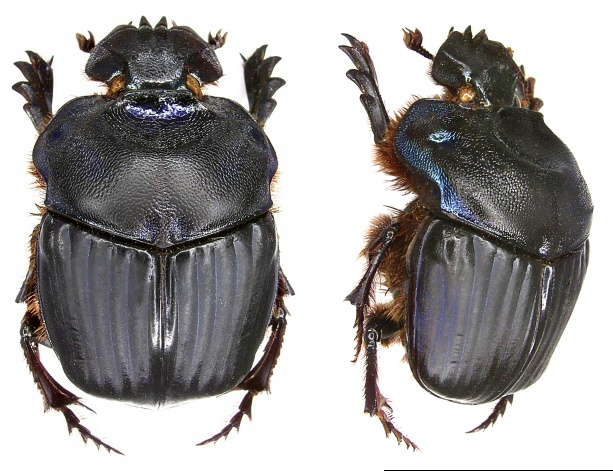
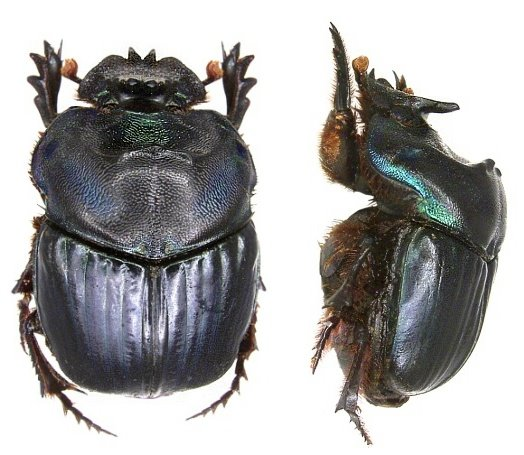
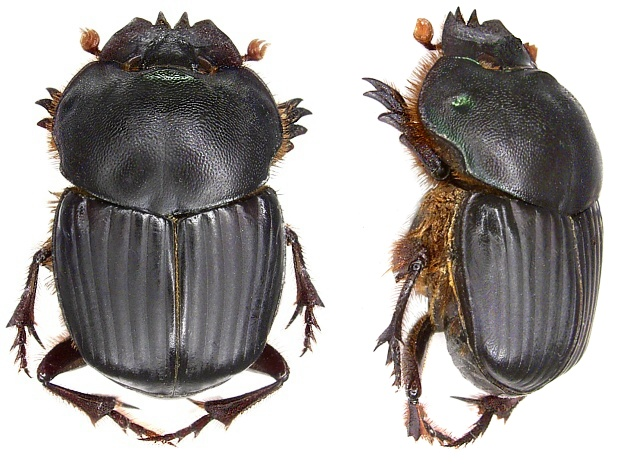